# Peridie
Die Peridie bezeichnet in der Mykologie die Wand eines geschlossenen Sporenbehälters. Als Peridie werden verschiedene Erscheinungsformen dieser Hüllen bezeichnet:
- Die Hülle der Gasterothecien (Fruchtkörper der Bauchpilze). Der Bau der Peridie (Gliederung in Endo- und Exoperidie, mehrschichtiger Aufbau) ist ausschlaggebend für die Öffnung der Fruchtkörper, beispielsweise bei Erdsternen. Die Exoperidie reißt hier bei der Fruchtkörperentwicklung zu den typisch sternförmigen Lappen auf, während die Endoperidie die Sporenkugel bildet.
- Die Hülle der Peridolen, kleiner, linsenförmiger Glebateile, beispielsweise der Teuerlinge.
- Die Wand der Sporenbehälter (Sporocarpium) der Myxomyceten.
- Die Wand mancher cleistocarper Fruchtkörper von Schlauchpilzen, beispielsweise der Trüffel.